# Psorophora howardii
Psorophora howardii är en tvåvingeart som beskrevs av Daniel William Coquillett 1901. Psorophora howardii ingår i släktet Psorophora och familjen stickmyggor. Inga underarter finns listade i Catalogue of Life.